# Lactarius salmonicolor
Lactarius salmonicolor (Roger Heim & Albert Leclair, 1953) este o specie de ciuperci comestibile din încrengătura  Basidiomycota, în familia Russulaceae și de genul Lactarius, denumită în popor lăptucă de brad sau râșcov de brad  argintiu. Acest burete coabitează, fiind un simbiont micoriza (formează micorize pe rădăcinile arborilor). În România, Basarabia și Bucovina de Nord se dezvoltă în păduri de conifere sau păduri mixte, de asemenea la margini de drum și câteodată prin parcuri,  numai sub brazi  argintii maturi, fiind de acea destul de rar. El crește solitar și în grupuri mici, preferând soluri bazice, calcaroase și cele bogate în substanțe nutritive. Timpul apariției este din (iunie) iulie până în noiembrie.

## Descriere

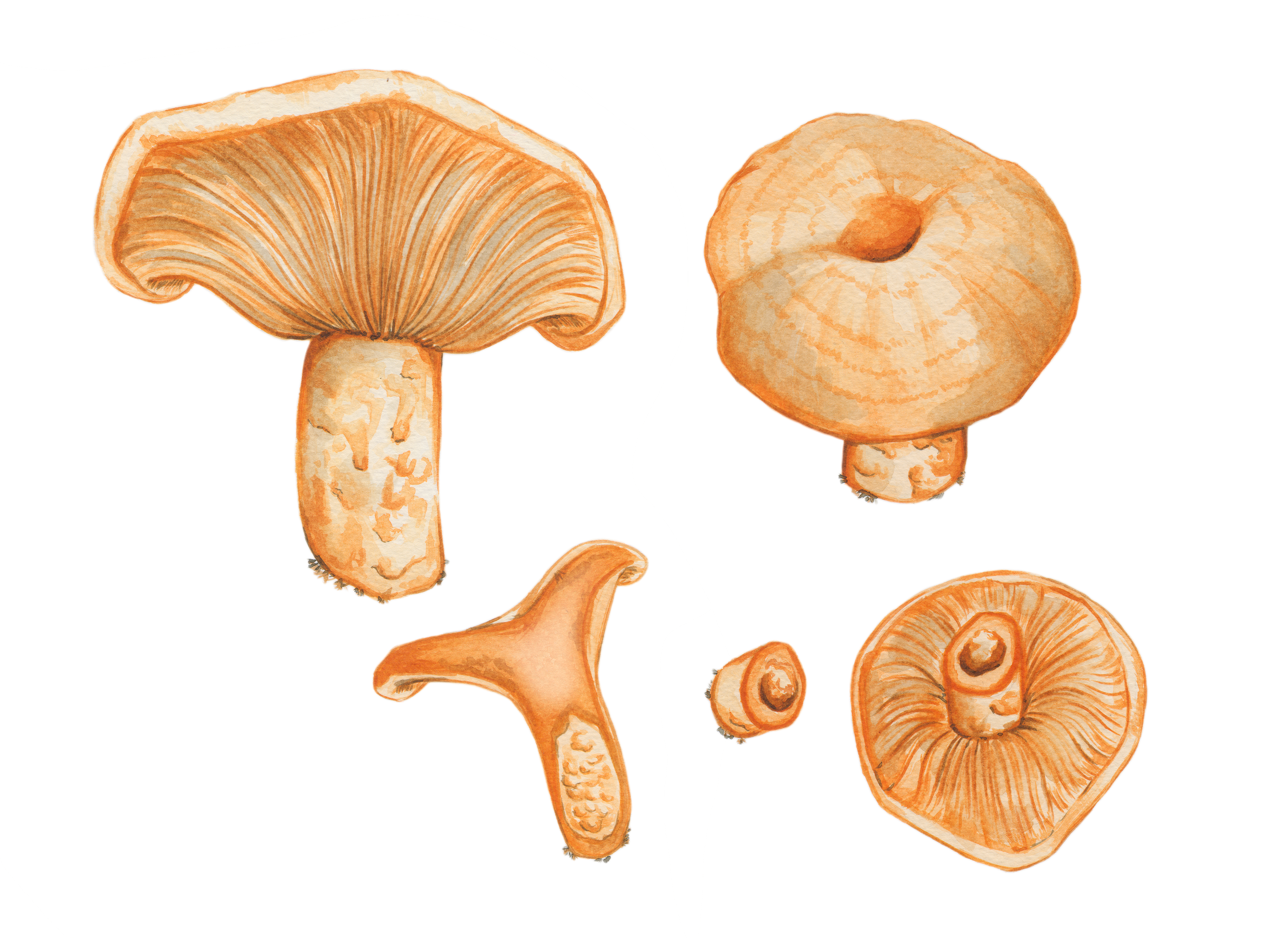
Lactarius salmonicolor

- Pălăria: are un diametru de 6-12 (15) cm, este destul de cărnoasă, la început convexă cu centrul depresat, apoi plată, fiind în mijloc adâncită, rămânând pentru lung timp cu marginea răsucită în jos La sfârșitul perioadei de maturizare capătă formă de pâlnie. Cuticula este unsuroasă, chiar vâscoasă, pe vreme umedă, de altfel uscată mată și umedă. Coloritul pălăriei este puternic portocaliu la ciuperca tânără care schimbă cu timpul la portocaliu sau galben de somon, la bătrânețe nu rar cu tonuri verzui. Suprafața este zonată cu inele concentrice care devin cu vârstă din ce în ce mai accentuate și verzuie.
- Lamelele: sunt dese, destul de subțiri și nu prea înalte, adesea ondulate, bifurcate la picior precum larg aderate, mai târziu puțin decurente în lungul lui, la început de un colorit slab ocru, apoi portocaliu.
- Piciorul: are o înălțime de 3,5-7 cm și o lățime de 0,8-2,5 cm, fiind cilindric, bont, subțiat sau lățit la bază și gol în interior. Suprafața lui este slab ocru, cu gropițe mici clar vizibile în special spre bază, ale căror fund este mai închis la culoare.
- Carnea: este compactă dar fragedă și friabilă, în interior palidă, originar albă, dar decolorându-se, când este ruptă, mai întâi rapid portocaliu și după mai mult timp până la brun-roșcat (datorită latexului). Buretele are un miros fructuos și plăcut, gustul fiind destul de savuros. Dacă însă nu este preparat destul de repede devine ceva amar din cauza sucului.
- Laptele (latexul): ciuperca emană la tăiere un suc lipicios, galben ca mierea până roșu-portocaliu, care devine după aproximativ două ore târziu brun-portocaliu până roșu de vin și amar.
- Caracteristici microscopice: are spori pal ocru, rotunjori până slab elipsoidali, cu o rețea incompletă de negi și muchii precum un apendice la bază, fiind mai slab ornamentat în această zonă. Au o mărime de 8,5–9.5 (10,4) x 7–7,5 microni. Coloritul pulberii lor este crem. Basidiile sunt cilindrice, usor insa formä de maciucä care contin o picaturä de ulei. Märimea lor este de 47–60 x 10–12 microni. Ele poartă cate 4 sterigme cu o lungime de12 µm (microni).[3][4]
- Reacții chimice: Cistoidele se colorează cu sulfovanilină albastru închis și carnea cu tinctură de Guaiacum gri-roșiatic.[5]

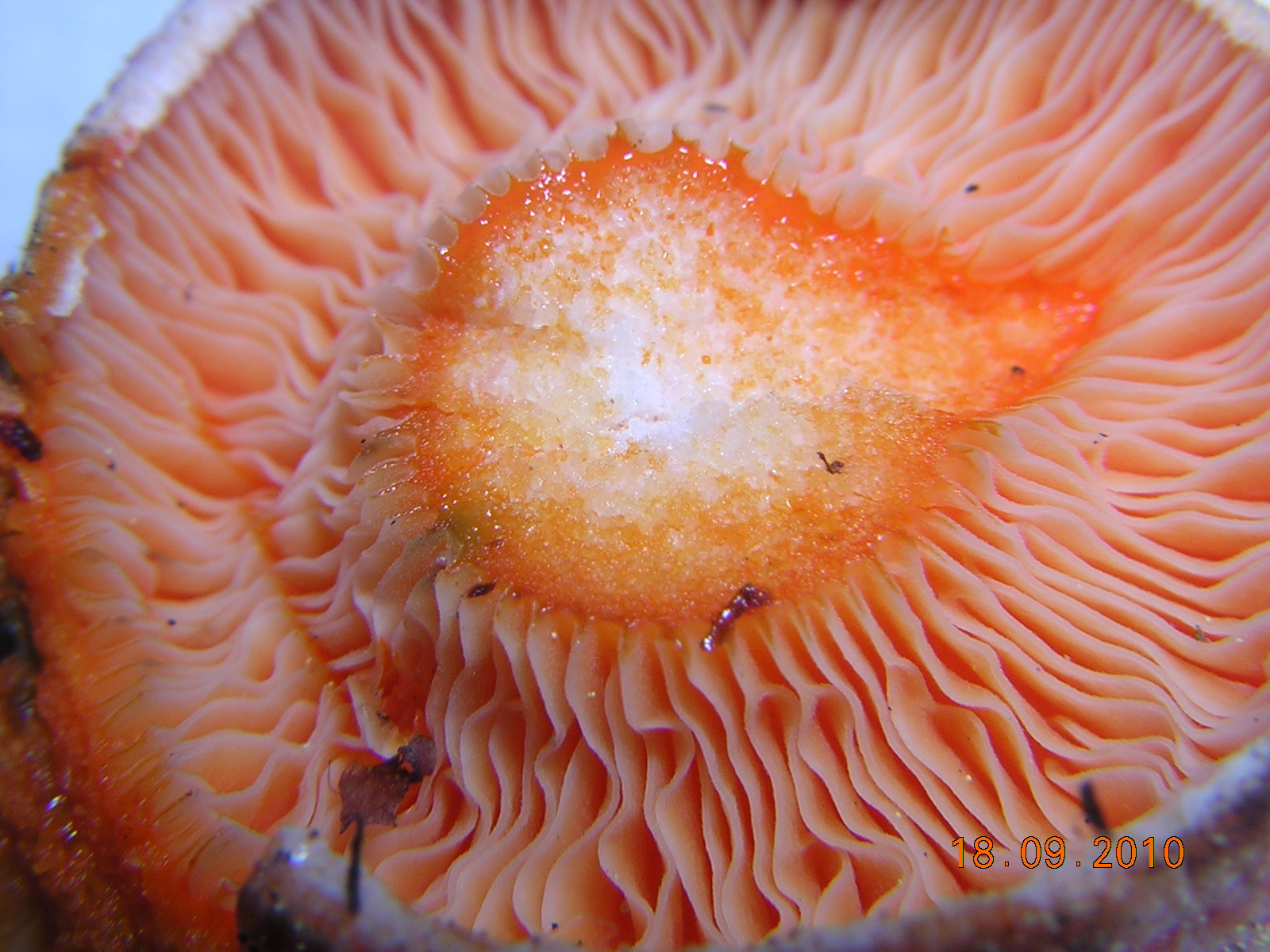
L. salmonicolor, lamele
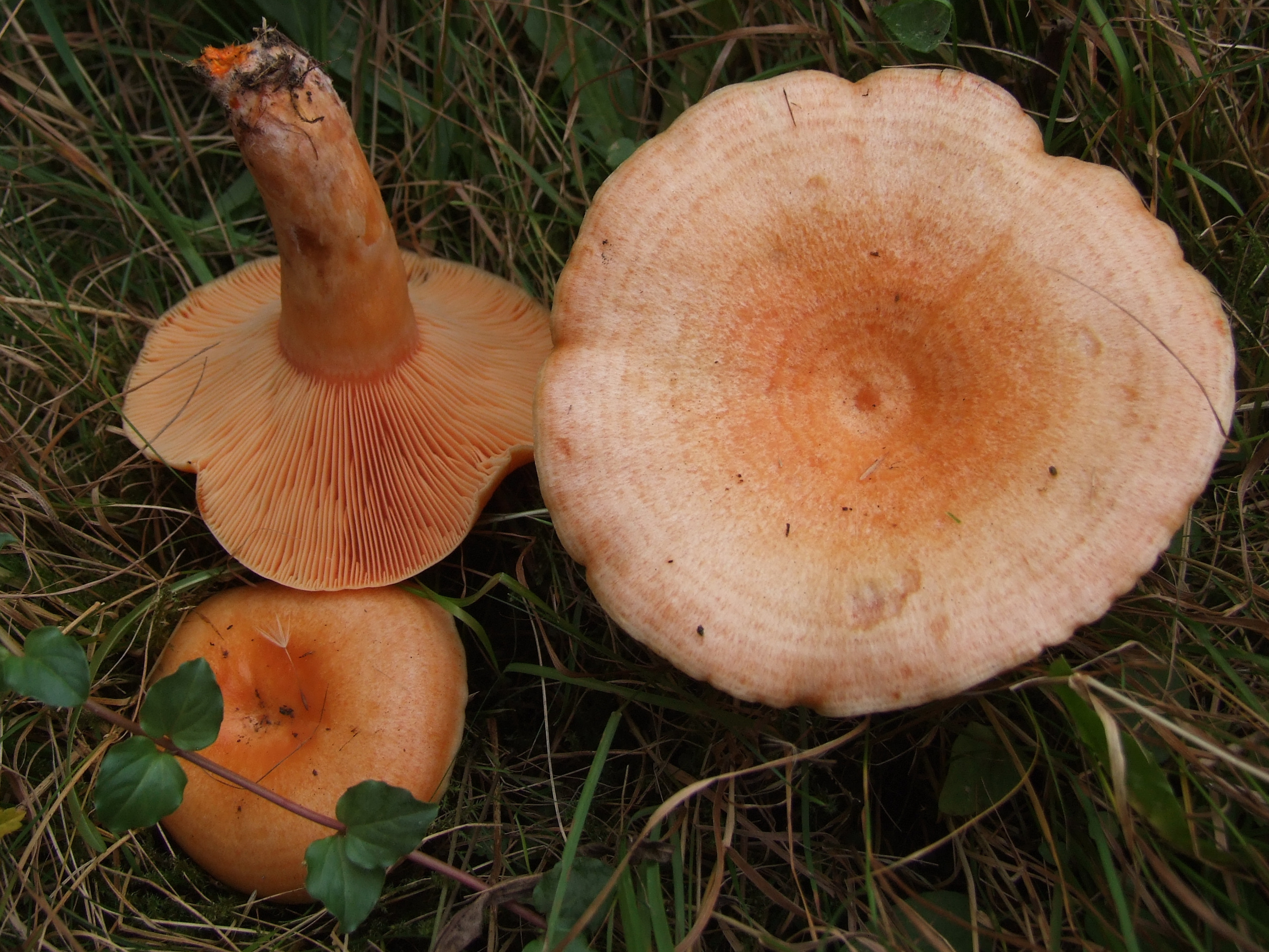
L. salmonicolor,  lamele și picior
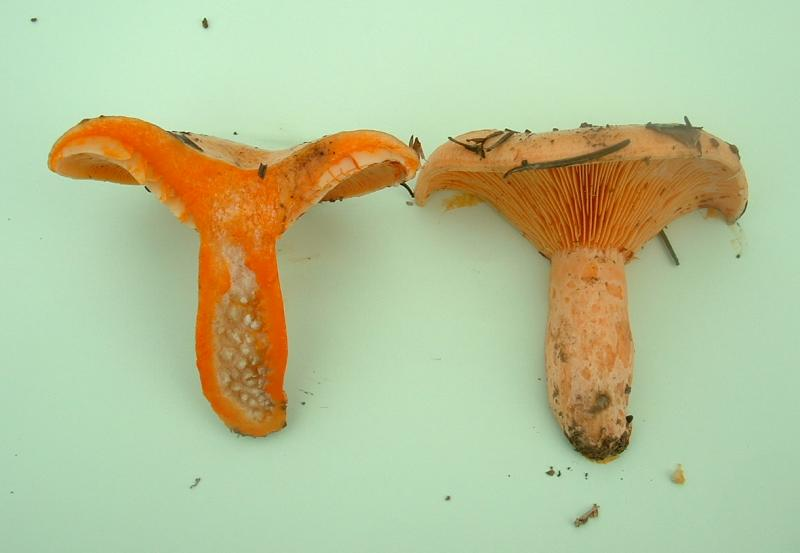
L. salmonicolor, secțiune longitudinală
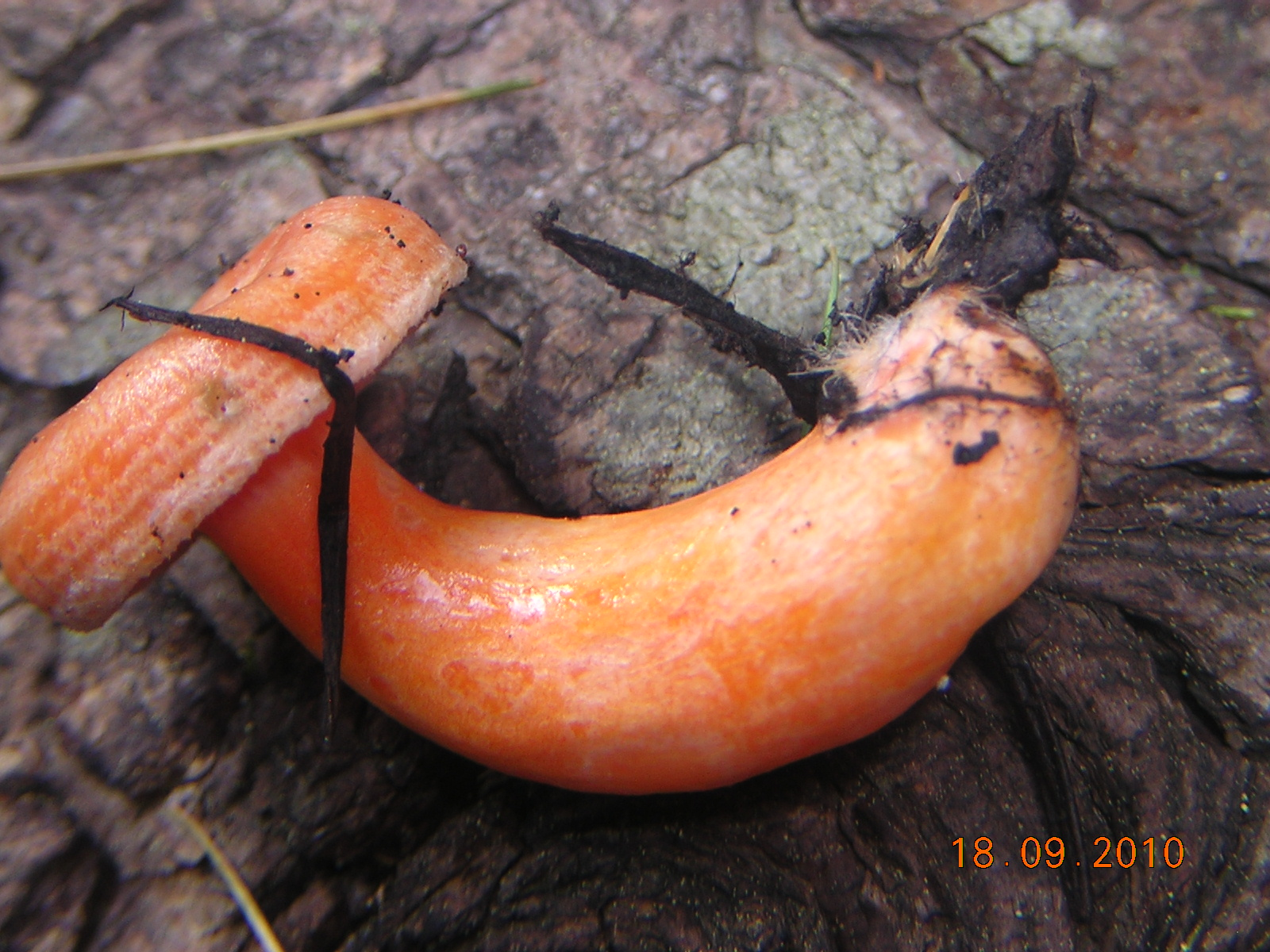
L. salmonicolor tânăr
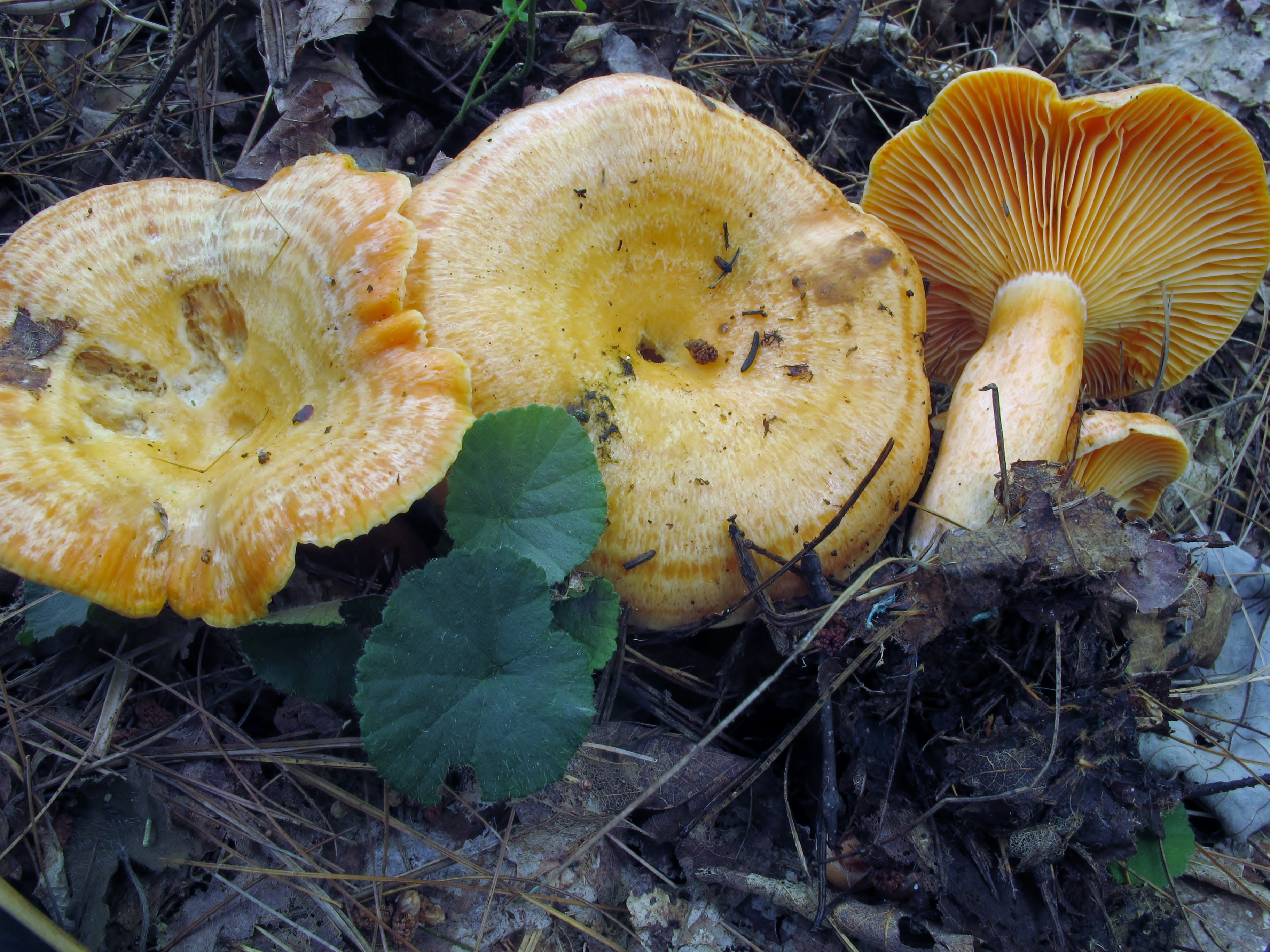
L. salmonicolor bătrâni

## Confuzii
Există aproximativ zece specii de Lactarius care emită un lapte portocaliu sau roșu. Ele sunt cu toate comestibile, dar mai mult sau mai puțin gustoase. Lăptucă de brad poate fi ușor confundată cu alte soiuri ale acestui gen, în special cu gemenii ei, cum sunt de exemplu Lactarius deliciosus, Lactarius deterrimus, Lactarius quieticolor, Lactarius rubrilacteus sau Lactarius semisanguifluus. Se interzice de sine confundarea cu specii de Lactarius cu suc alb sau galben. Totuși se găsesc consumători ai ciupercii cu lapte alb Lactarius torminosus care este otrăvitoare și crește numai sub mesteacăn.

## Specii asemănătoare în imagini

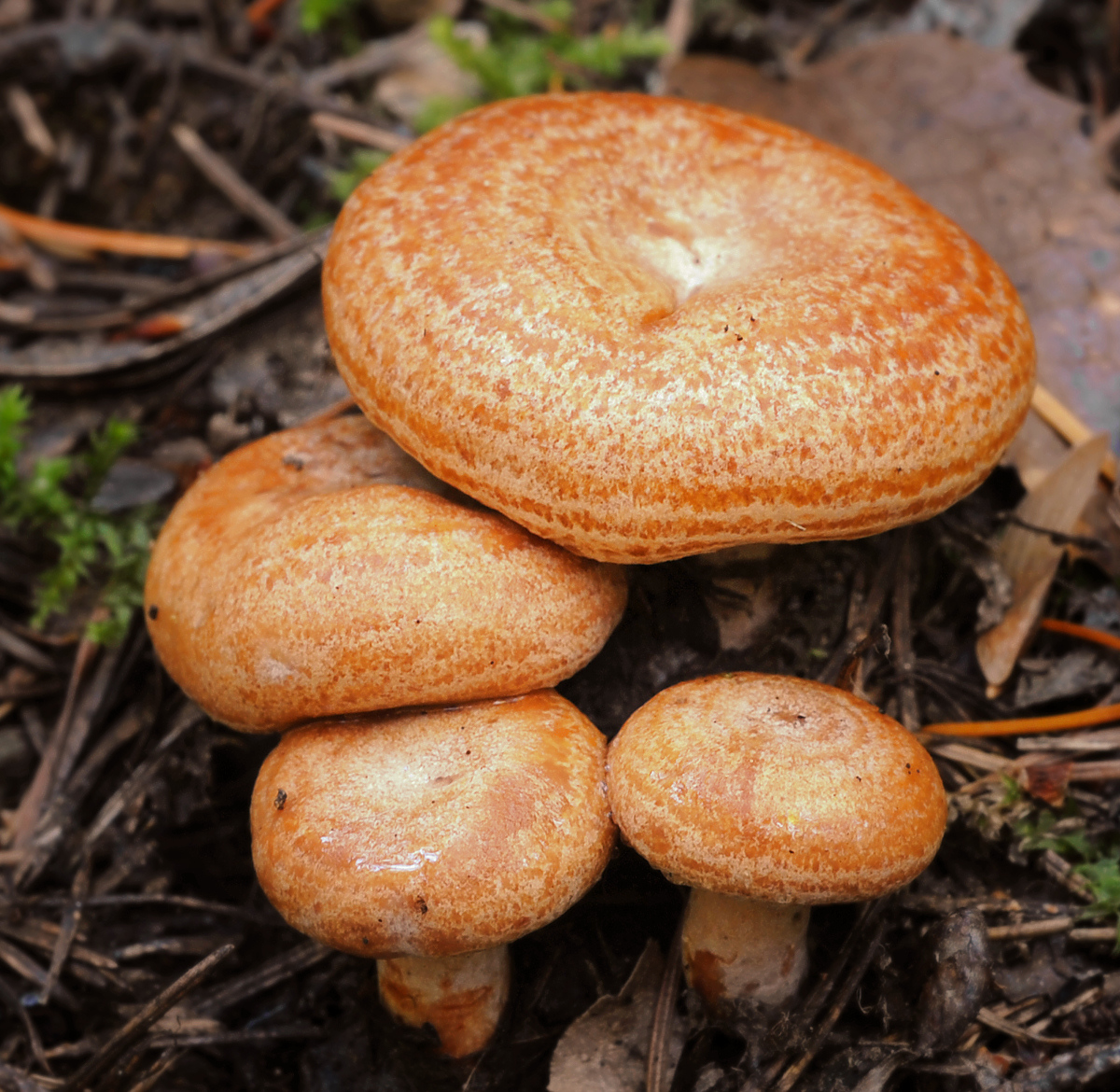
Lactarius deliciosus
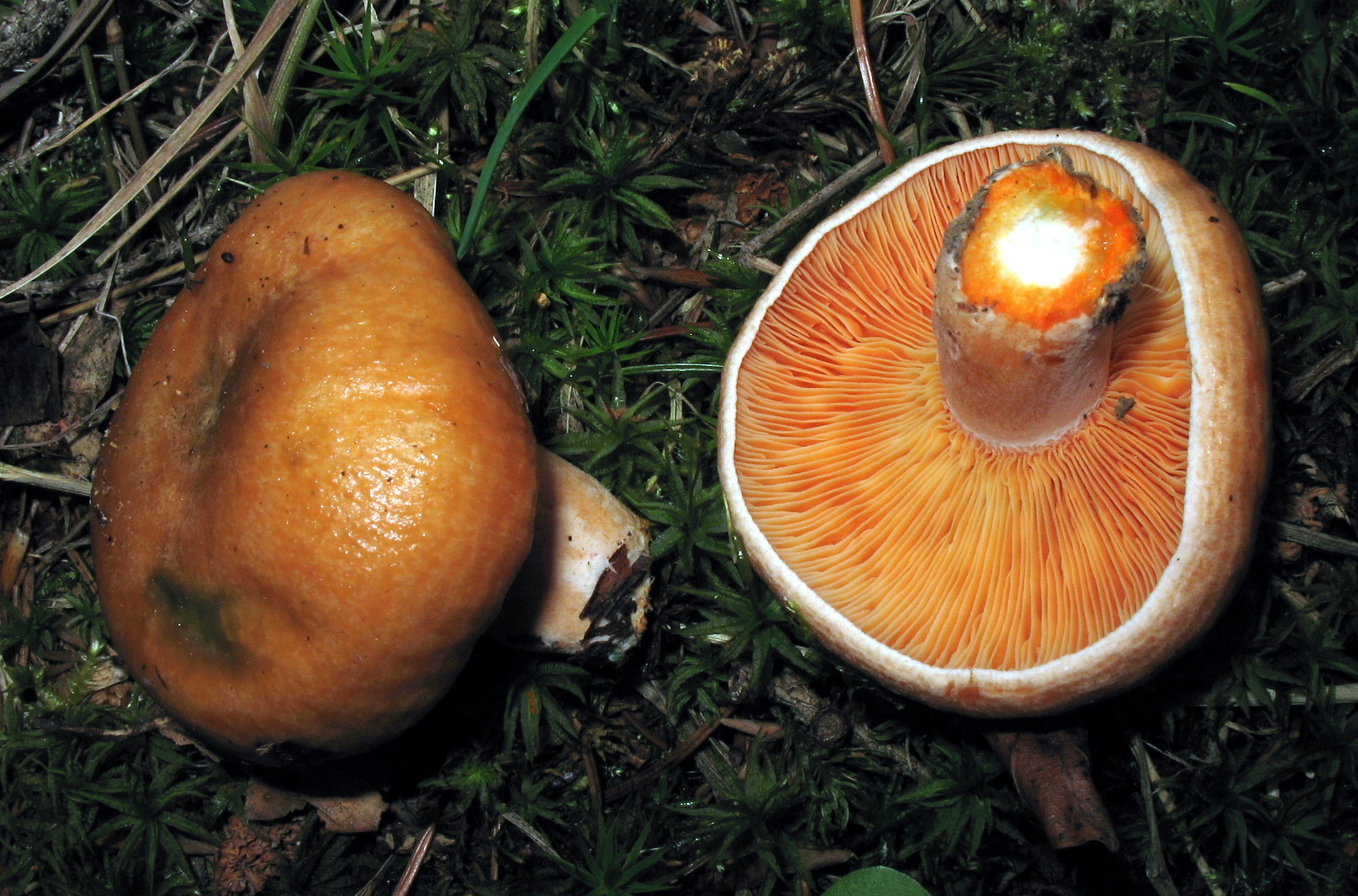
Lactarius deterrimus
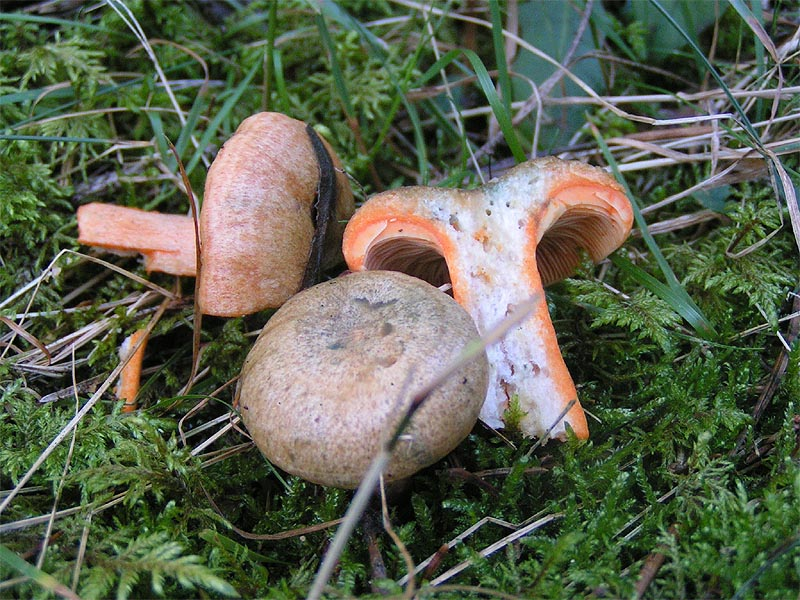
Lactarius quieticolor
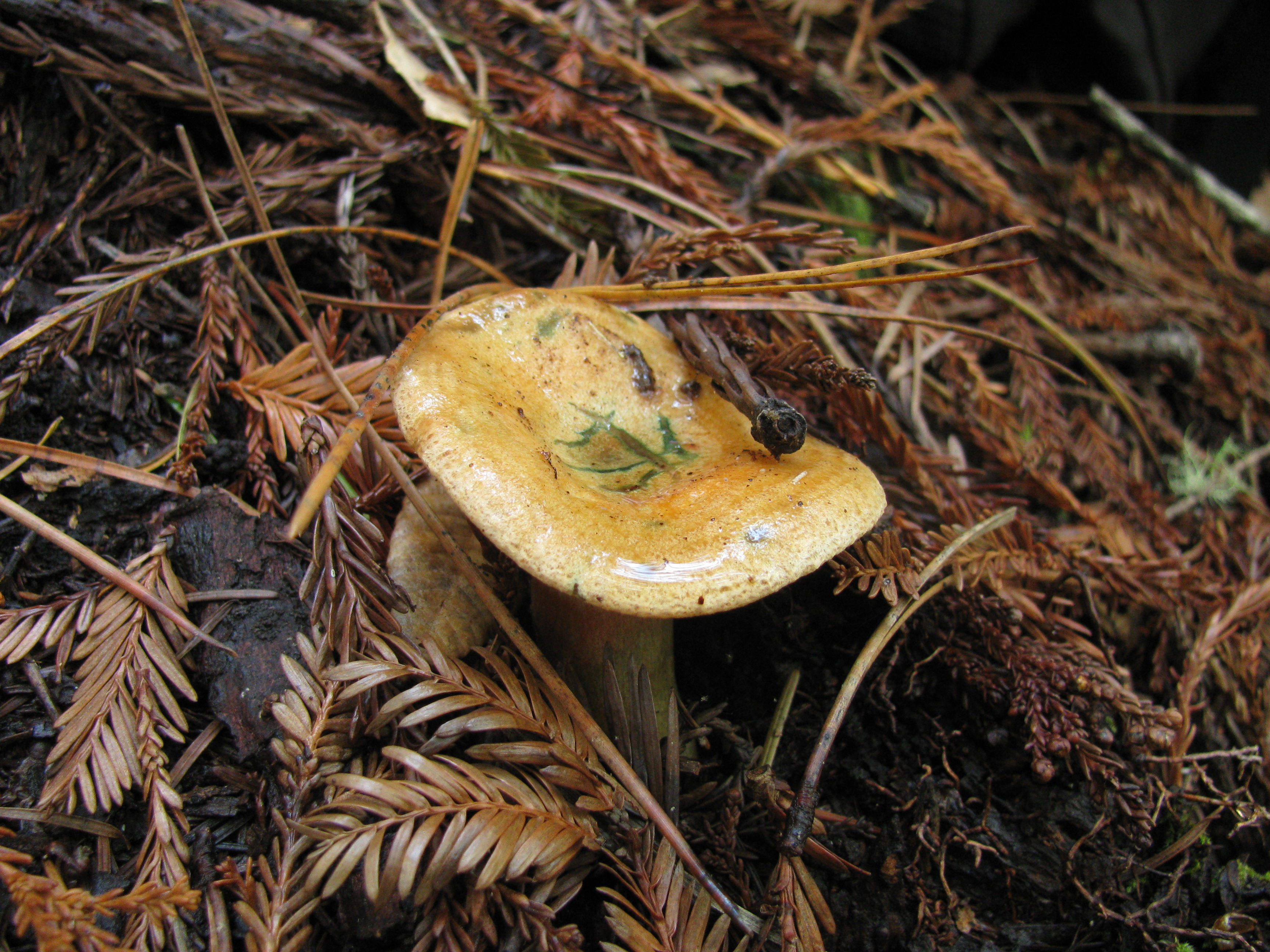
Lactarius rubrilacteus
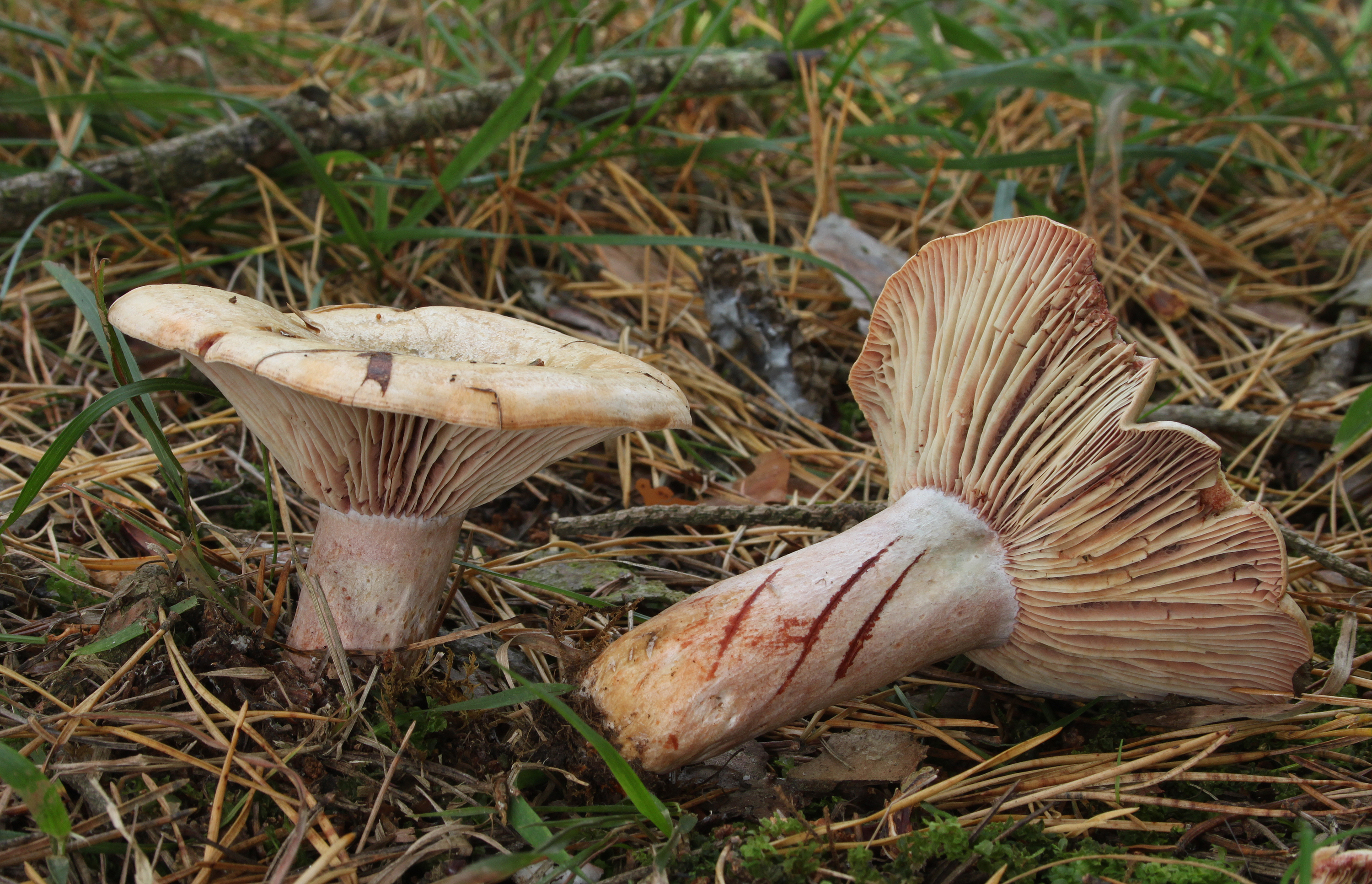
Lactarius sanguifluus
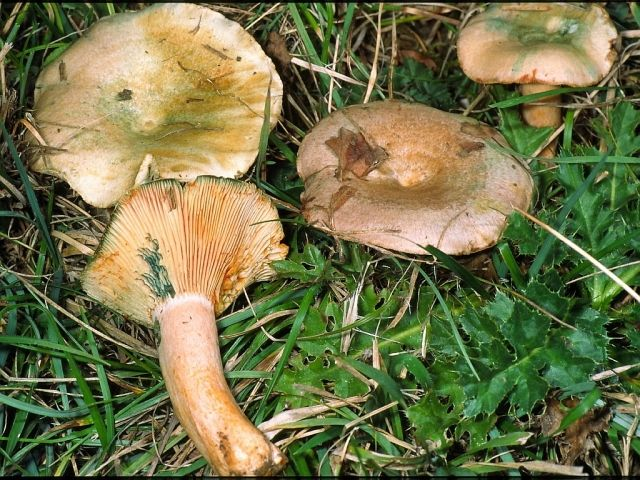
Lactarius semisanguifluus
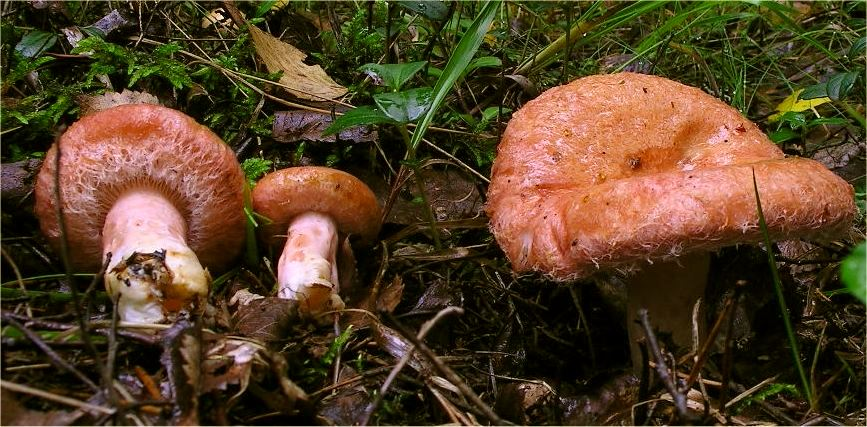
! Lactarius torminosus !

## Valorificare
Specia este mai puțin gustoasă ca Lactarius deliciosus, dar mai bună ca Lactarius semisanguifluus. Ea poate fi preparată ca toate lăptucile comestibile: nu se potrivește la ciulama, sau sosuri, dar la salată (cu castraveți murați, ceapă și capere) sau cu fasole albe. Cel mai bine place fript în tigaie în unt sau la grătar, cu sau fără slănină și usturoi, servindu-l cu garnitură de smântână, lămâie și pâine albă. De asemenea, el poate fi murat în oțet precum conservat cu sare. Cu preferință ar trebui să fie aleși bureți tineri.
Aceasta este o ciupercă comestibila care deține beneficii medicinale puternice. Un studiu a identificat elementele constitutive anti-oxidante ale acestei ciuperci mai rare. Cercetările au descoperit existența unui număr de zece acizi grași și acizi grași esteri, apoi au evaluat activitatea anti-oxidantă. Datorită componentelor sale anti-oxidante, ea contribuie la starea generală de sănătate a sistemului imunitar. Și anume, ciuperca poate servi ca agent anti-cancer și antiviral. Există mai mult de 400 de specii in întreaga lume, iar aceste ciuperci cresc adesea în pădurile de conifere.